# Brotnussbaum

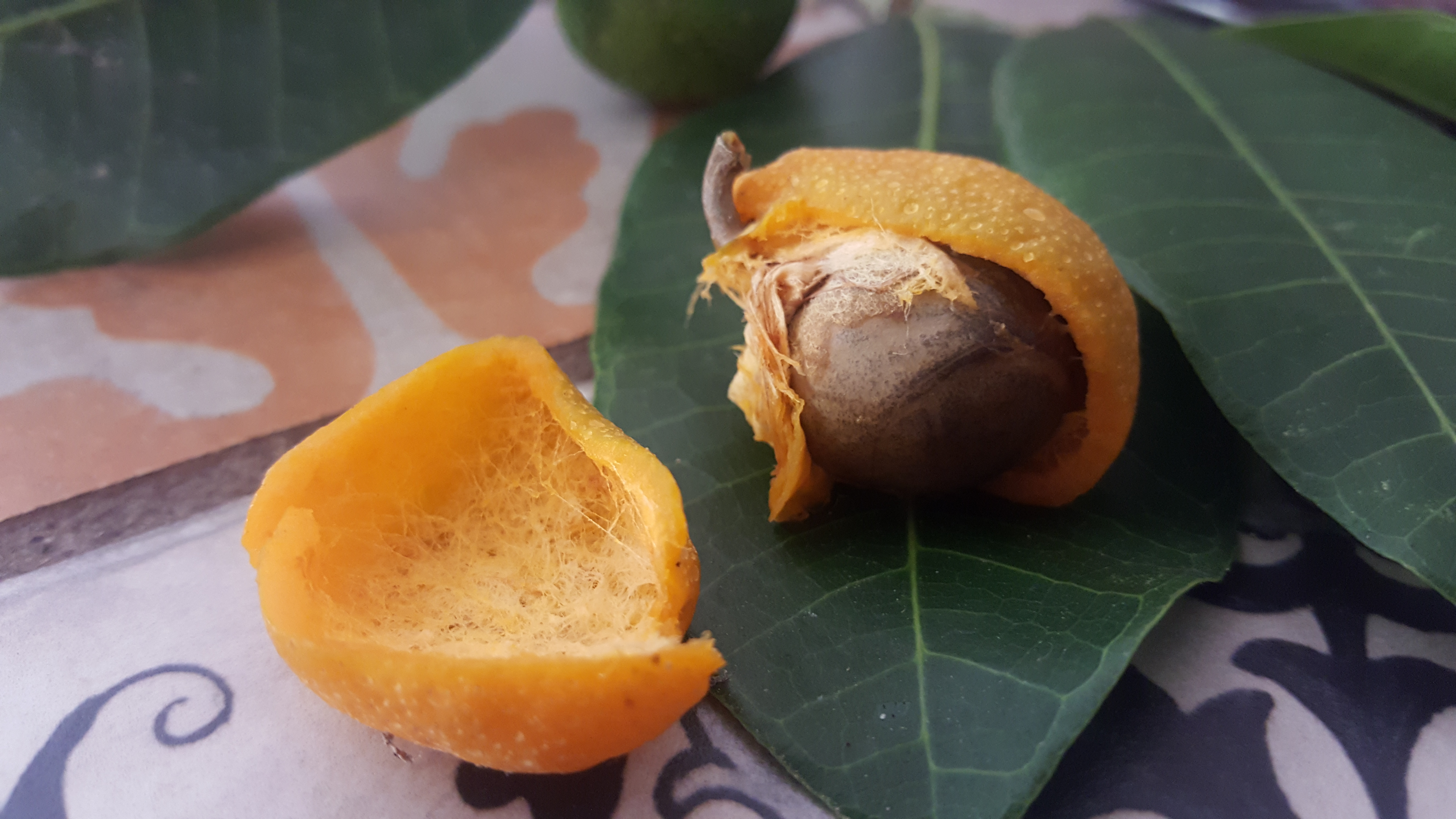
Frucht und Samen des Brotnussbaums

Der Brotnussbaum (Brosimum alicastrum, Syn.: Alicastrum brownei (Kuntze)), auch Ramón, Nogal maya, Ojoche, Capomo, Apompo, Masico oder Kuhbaum genannt, ist eine Nutzpflanze aus der Familie der Maulbeergewächse (Moraceae). Diese Art kommt im tropischen Amerika von Mexiko über Mittelamerika bis nach Peru vor, inklusive Karibische Inseln. Der Gattungsname kommt aus dem Griechischen: brosimos = essbar.

## Namen von Brosimum alicastrum

### Synonyme von Brosimum alicastrum
- Alicastrum brownei Kuntze
- Brosimum conzattii Standl.
- Brosimum gentlei Lundell
- Brosimum terrabanum Pittier
- Ficus faginea Kunth & C.D.Bouché
- Helicostylis ojoche K. Schum. ex Pittier
- Piratinera alicastrum (Sw.) Baill
- Piratinera terrabana (Pittier) Lundell
- Urostigma fagineum Kunth & C.D.Bouché Miq.
- Brosimum bernadetteae Woodson
- Brosimum bolivarense Pittier (Romero)
- Brosimum columbianum S.F.Blake
- Brosimum latifolium Standl.
- Brosimum uleanum Mildbr.
- Helicostylis bolivarensis Pittier
- Helicostylis latifolia Pittier

### Trivialnamen von Brosimum alicastrum
Brosimum alicastrum ist unter mehr als 50 Namen bekannt, viele davon aus den indigenen Sprachen Mexikos (Maya, Totonac, Mixtec, Popoluca usw.). Ein im Spanischen weit verbreiteter Name "ramón" kommt vom Verb "ramonear", was "die Spitzen der Zweige abschneiden" bedeutet (Pardo-Tejeda und Sánchez-Muñoz, 1980).
Innerhalb der verschiedenen Regionen Mexikos:
- Campeche: Ramón
- Colima: Moj, Mojito, Mojo, Mojote, Tlatlacôyic (Náhuatl).
- Chiapas: Aja, Ajah, Ajach, Ash (Tzetzal), Ahx, Mo, Mojo, Moju, Motzoque, Muju, Tsotash, Tzotz, Mohe, Talcoite.
- Durango: A-agl (tepehuano).
- Jalisco: Capomo, Hairi (Huichol), Mojote, Mojo, Hairi-te (Huichol).
- México, Zentrum: Tlatlacotic (Nahuatl)
- Michoacán: Capomo, Uji, Ujo, Huje.
- Nayarit: Capomo, Jauri (cora).
- Oaxaca: Juan Diego, Nazareno y Samaritano (Costa de Oaxaca), Ojite, Gueltzé (zapoteca), Tunumi.Taján (mixteco), Ojoche, Ojotzin, Oxotzin, Ramón, Lan-Felá (chontal), Ojocosochitl, Capomo,
- Puebla: Ojite (norte del estado)
- Quintana Roo: Ramón, Ramón del Mico, Ramón Colorado.
- San Luis Potosí: Ojite.
- Sinaloa: Apomo, Capomo.
- Tabasco: Ox., Ax
- Tamaulipas: Ojite, Oxotzin.
- Veracruz: Ojoche, Ojite, Capomo, Ju-Sapu y Ju-ksapu (región Totonaca del Tajín), ox, Oxitl, Oxotzín, Ojochi, Moj-Cují (en popoluca). Ax (Südliches Veracruz)
- Yucatán: Choch, Osh, Ox, Ramón.[4]

### In anderen Ländern Lateinamerikas
- Honduras: Masico o Masica
- Colombia: Guáimaro
- El Salvador: Ojushte
- Guatemala: oxté (quiché), iximché
- Venezuela: Chara (oriente), charo amarillo (llanos)
- Nicaragua: Ojoche.
- Costa Rica: Ojoche.

## Beschreibung
Der Brotnussbaum ist ein schnellwüchsiger, immergrüner Laubbaum, der Wuchshöhen von bis zu 30 Metern oder mehr erreicht. Der Stammdurchmesser kann über 1 Meter betragen. Bei Verletzungen tritt ein klebriger Milchsaft aus. Der Baum hat mehr oder weniger ausgebildete Brettwurzeln. Die Borke ist gräulich bis bräunlich und bei älteren Exemplaren blättert sie in Streifen ab.
Die wechselständigen, gestielten, einfachen Laubblätter sind ledrig, glänzend und ganzrandig, 5 bis 15 cm lang und 2 bis 6 cm breit. Die unterseits helleren Blätter sind eiförmig oder verkehrt-eiförmig bis eilanzettlich oder elliptisch und spitz bis zugespitzt oder bespitzt bis geschwänzt, sie sind meist kahl. Die lateralen Nebenblätter sind frei und abfallend.
Er blüht ganzjährig. Die Bäume sind meistens einhäusig gemischtgeschlechtig (monözisch). Die oft einzeln erscheinenden, mehr oder weniger gestielten, seiten- oder achselständigen, kleinen Blütenstände sind fast kugelig und viele, cremefarbene bis orange-gelbliche, männliche Blüten umgeben die nur ein bis zwei weiblichen Blüten. Die männlichen Blüten enthalten nur ein vorstehendes, stieltellerförmiges Staubblatt und sie sind meist ohne Blütenhülle, ein reduziertes Perianth kann manchmal vorkommen. Die weiblichen Blüten sind in den kugeligen Blütenboden eingesenkt und enthalten einen unterständigen Fruchtknoten mit langem, vorstehendem Griffel mit einer zweiästigen Narbe und sie sind ohne Blütenhülle. Es sind grünliche und stieltellerförmige Deckblätter vorhanden, welche die männlichen Blüten umgeben.
Es werden rundliche, meistens einsamige, gelbe bis orange bis bräunlich, rötliche, leicht noppelige und steinfruchtartige Beeren (Scheinfrüchte) gebildet, sie sind bis etwa 1,5–2,5 cm groß. Die großen, rundlichen leicht abgeflachten Samen sind bräunlich und glatt-glänzend, die Samenschale ist papierig. Die zwei großen Kotyledonen sind ungleich ausgebildet.

## Systematik
Es werden zwei Unterart unterschieden:
- Brosimum alicastrum subsp. alicastrum: Mit Staubbeuteln mit verwachsenen Theken
- Brosimum alicastrum subsp. bolivarense (Pittier) C.C.Berg: Mit Staubbeuteln mit freie Theken

## Andere Arten der Gattung (Auswahl)
Neben dem Brotnussbaum gibt es weitere Nutzpflanzen der artenreichen (etwa 24 Arten) Gattung Brosimum, so der Amerikanische Kuhbaum der ebenfalls trinkbaren Milchsaft liefert oder der Letternholzbaum, der wertvolles Nutzholz liefert.

## Nutzung
Der Brotnussbaum liefert getreideähnliche Samen, die ähnlich wie diejenigen des Okwabaums genutzt werden. Der Geschmack soll dem der Esskastanie ähneln.
Vor der Ankunft der Europäer in Amerika war der Brotnussbaum eine der wichtigsten Nutzpflanzen der Maya. Die Samen wurden zu Mehl vermahlen und zu Tortillas verarbeitet.

Der Brotnussbaum kann auf einem Hektar Land zehnmal so viel Eiweiß wie Mais produzieren und seine Samen sind reich an Mineralien und Vitaminen. Im Vergleich mit Mais, Reis und Weizen liegt die Brotnuss in den Bereichen Eiweißgehalt, Kalzium, Vitamin C, Vitamin E, Zink, Folsäure und Eisen vorn.
Auch das süße, dünne und angenehm schmeckende Fruchtfleisch ist ebenfalls essbar.
Die Ureinwohner des Bundesstaates Chiapas verwenden ihr Saatgut als Ersatz für Mais, wenn die Ernte nicht gut war; Mit diesem Samen werden Tortillas zubereitet und die Blätter dienen auch als Futter für ihre Tiere.
Auch für die Viehhaltung als Futterpflanze ist der Baum von Bedeutung, ein wichtiges Element für silvopastorale Produktionssysteme in den Tropen, welche wesentlich effektiveres Produktionspotenzial darstellen als die reine Weidewirtschaft
Diese Art wird in Florida als Zierpflanze genutzt.
Der cremige Milchsaft wird als Milchersatz, wie derjenige von Brosimum utile oder von Manilkara huberi, und auch medizinisch verwendet, er kann auch mit Chicle vermischt werden.

### Medizinische Nutzung
Die medizinische Hauptanwendung liegt in der Behandlung von Atemwegserkrankungen, speziell bei Asthma; aber auch bei gynäkologischen Problemen wie Unfruchtbarkeit, in der Stillzeit und zur Regulierung der Menstruation verwendet. In diesen Fällen wird eine Infusion mit der Rinde zubereitet und oral verabreicht.
Frauen, die ihre Kinder nicht stillen können oder wenig Milch produzieren, nehmen einen Aufguss von maximal 2 Blättern als Tee oder gemischt mit Atole ein. Keine Dosen mehr, weil es eine Überproduktion verursacht.

### CO2-Bindung
Wie der Baum Milicia excelsa gehört Brosimum alicastrum zur Gruppe der 200 oxalogenenen Baumarten, die für ihre Speicherkapazität von atmosphärischem CO2 in Form von Oxalat bekannt sind, das in Kalziumkarbonat umgewandelt wird. Beide Baumarten bilden das Studienobjekt des Biomimicry Europa-Programms, das oxalogene Vegetation in Haiti, Indien und Kolumbien pflanzt.